# Nick Raider
Nick Raider est une bande dessinée italienne (ou fumetti) policière en noir et blanc, publiée en Italie de juin 1988 à janvier 2005 par Sergio Bonelli Editore. Créée par Claudio Nizzi et dessinée par Giampiero Casertano, elle raconte les aventures et enquêtes policières de l'inspecteur éponyme new-yorkais Nick Raider.

## Synopsis
Nick Raider est un détective appartenant à la brigade des homicides de New York, son partenaire le plus régulier pour ses enquêtes étant son ami, le détective Marvin Brown. Tous deux travaillent souvent conjointement avec l'ensemble de l'équipe des homicides dans le district central de l'application des lois de Manhattan. Les histoires se déroulent principalement à New York, où Nick Raider et ses amis luttent constamment contre les formes de criminalité les plus variées et en constante évolution. 
Son mentor, ainsi que le chef direct, est le lieutenant Arthur Rayan, qui tente sans succès de contrôler les éclats du détective et surtout le défend souvent de la bureaucratie et de l'ostracisme de son patron, le capitaine Vance, surnommé Ciaocara par Nick à cause de sa relation avec sa femme. Il n'y a pas d'antagonistes récurrents dans la série autres que le monde souterrain de New York représenté par l'odieuse Louise Clementi et l'organisation criminelle connue sous le nom de la Croix-Noire (la Croce Nera) qui est chargée d'aider les criminels évadés.

## Personnages

### Nick Raider
Nick Raider est un Italien-Américain de troisième génération qui a eu une jeunesse un peu rebelle et est entré dans la police parce qu'il ressentait un besoin irrépressible de se rallier à la loi et de racheter la mémoire de son père, lui aussi un policier mais un homme vaincu par la vie. La conception de Nick du travail d'un détective est totalement idéaliste. Bien qu'il soit conscient de l'existence possible de la corruption et de l'injustice au sein des forces de police et du système, il fait de son mieux pour suivre cet idéal.
De caractère essentiellement heureux et optimiste, il lui arrive d'avoir des conflits de conscience ou des moments de faiblesse comme n'importe quel autre être humain mais il réussit toujours à les surmonter. Intransigeant et incorruptible, il est souvent en conflit avec ses collègues de rang supérieur (à l'exception du vieux lieutenant Arthur Rayan). C'est pourquoi, malgré les nombreux cas qu'il a résolus avec succès, il n'est toujours qu'un simple détective. 
Physiquement, il est plutôt beau, bien bâti avec des cheveux noirs courts. Il porte des vêtements élégants et décontractés, souvent une veste de safari sur un t-shirt, un jean et des baskets, car ce sont des vêtements qui lui permettent de bouger avec rapidité et agilité.
Nick conduit une Pontiac Firebird (avec plaque d'immatriculation NYC 777), avec laquelle il se lance dans des poursuites audacieuses, l'arme à feu qu'il porte à sa ceinture étant un Colt .38 Special[réf. souhaitée].

### Alliés et Amis

#### Au sein de la police
- Marvin Brown : meilleur ami et partenaire habituel de Nick, cet inspecteur de police noir extraverti est inspiré par l'acteur Eddie Murphy.
- Arthur Rayan : ce lieutenant approchant la soixantaine et supérieur direct de Nick l'a pris sous son aile protectrice. Déjà grand-père, il fume le cigare et ne retire jamais son chapeau.
- Philip Vance : le directeur du service des homicides et entièrement sous l'emprise de sa femme, il se jette souvent sur Nick et Marvin lorsque l'un des suspects ou des suspects est une personne célèbre ou puissante, craignant des représailles. Surnommé « Hello darling » (« Ciao cara ») par Nick du fait de sa relation avec celle-ci.
- Jimmy Garnet : enquêteur timide et facilement embarrassé spécialisé dans la recherche informatique. Plus jeune membre de l'équipe, il adore passer du temps dans les archives, ses recherches au sein de celles-ci aidant beaucoup Nick dans ses enquêtes.
- Abraham « Abe » King : policier noir et premier compagnon de Raider lors de ses débuts dans la police.
- Sergent Ward : agent de service au standard qui passe tout son temps à raconter des blagues qui ne sont pas drôles.
- Dr. Bloom : coroner avec le sens de l'humour très attaché au sujet « cadavres ».
- Lieutenant Bowmann : la cinquantaine, un homme sérieux chef de la police scientifique.
- Mary Ford : détective avec qui parfois Nick a des aventures romantiques (du moins avant l'arrivée de Violet).
- Brenda Stacy : agent du FBI avec laquelle Nick a travaillé sur plusieurs enquêtes.

#### En dehors de la police
- Alfie : L'informateur personnel de Nick souffrant de nanisme qui passe ses journées à jouer au poker dans un bar.
- Violet McGraw : une journaliste travaillant pour le Herald qui dévient peu à peu la petite amie de Nick Raider.
- Sarah Himmelman : une ancienne policière devenue détective prive avec laquelle Nick travaille sur certaines enquêtes.

### Antagonistes
La série Nick Raider étant de type très réaliste, il n'y a pas d'« ennemi récurrent » ou d'« ennemi juré ». À la fin d'une histoire, l'ennemi ou criminel finit presque toujours par être mis en prison, voire directement au cimetière. Mais il y a des individus « méchants » qui apparaissent dans plus d'un album, même s'ils n'acquièrent jamais le titre d'« ennemi numéro un ». Les ennemis de Nick Raider peuvent être regroupés de façon plus significative selon les « catégories criminelles » auxquelles ils appartiennent :
- Parrains et truands, Nick a à faire avec nombre d'organisations criminelles, tant italiennes (cosa nostra), que chinoises (triades), japonaises (yakuza) ou sud-américaines (truands colombiens) ;
- Sectes secrètes, allant des membres de sectes sataniques qui tuent leurs victimes pendant les rituels de la mort aux sectes vaudous, de mystérieux clans chinois à la secte de la Croix-Noire (une organisation qui protège les criminels de droit contre le paiement de sommes importantes) ;
- Trafiquants de drogue, que ce soit des individus, de petits groupes ou des trafics organisés par une organisation criminelle ou mafia, ou même à l'occasion d'autres flics corrompus ;
- Terroristes, poseurs de bombes dans le métro ou dans des centres commerciaux, leurs motivations et identités sont souvent complètement inconnues au début de l'enquête ;
- Tueurs en série, des meurtriers de plus en plus « tordus », sans aucun lien permettant de les relier à leur victimes ;
- Coupables de crimes passionnels.

### Pages connexes
- Fumetti